# موريس سميث (لاعب كرة قدم أمريكية)
موريس سميث (بالإنجليزية: Maurice Smith)‏ هو لاعب كرة قدم أمريكية أمريكي، ولد في 14 فبراير 1977 في مقاطعة هاليفاكس في الولايات المتحدة.

## وصلات خارجية
- موريس سميث على موقع مرجع كرة القدم المحترفة.كوم (الإنجليزية)